# Ostheim
Ostheim es una localidad y comuna francesa, situada en el departamento de Alto Rin, en la región de Alsacia.

## Demografía
| 1306 | 1329 | 1265 | 1335 | 1335 | 1371 |
| Para los censos de 1962 a 1999 la población legal corresponde a la población sin duplicidades (Fuente: INSEE [Consultar]) |      |      |      |      |      |

## Personajes célebres
- Jean-Daniel Œhlert (1765 - 1814), general.